# Tchicala Tcholohanga
Tchicala Tcholohanga és un municipi de la província de Huambo. Té una extensió de 4.380 km² i 101.914 habitants segons el cens de 2014. Comprèn les comunes de Mbave, Tchicala-Tcholohanga, Sambo i Hungulo. Limita al nord amb el municipi de Bailundo, a l'est amb el municipi de Catchiungo, al sud amb els municipis de Cuvango i Chipindo, i a l'oest amb el municipi de Huambo.